# Christian Andreas Selchau
Christian Andreas Selchau (27. januar 1827—11. april 1893), godsejer. Født på godset Selchausdal ved Tissø, som senere blev hans eget. Søn af godsejer Jens Christian Selchau (1802–1829) og Christiane Annette von Herbst (1803–1856). Hans far døde blot to år efter, han var blevet født.
Bror til Michelle Christiane Selchau.